# Birreria di Cristiano IV
La Birreria di Cristiano IV (in danese Christian IV's Bryghus) è un edificio rinascimentale situato sull'isola di Slotsholmen a Copenaghen, Danimarca, risalente al 1608. A dispetto del nome con cui è conosciuto oggi, la sua funzione originaria non era la produzione di birra, ma come bastione nel complesso delle fortificazioni della città volute dal re Cristiano IV.